# Фармацевтика
Фармаце́втика — частина фармації, пов'язана безпосередньо з проблемами виробничо-технологічних процесів.
Термін «фармацевтика» вживається також як синонім до терміна «фармація».

## Історія
«Фармацію» і «фармацевтику» можна розглядати, як різні історичні етапи, два різних підходи до виготовлення лікарських засобів. Традиційний, століттями застосовуваний фармацією метод полягає в малопродуктивній ручній праці у тиші «фармації», аптеки, з приготування та відпуску обмеженої кількості доз ліків для невеликого кола хворих. Отримані таким способом ліки відрізняються недостатньою стандартністю, нерідко дають небажані побічні реакції у хворих. Недосконалість цього недешевого, з низьким економічним ефектом методу стало очевидно на початку XIX століття, коли вперше в США поклали початок масовому стандартизованому, високопродуктивному і більш дешевому промисловому виробництву лікарських засобів на фармацевтичних підприємствах — фармацевтиці. Фармацевтика стала технологічним етапом розвитку фармації, новим, сучасним методом виробництва лікарських засобів та субстанцій. Незабаром подібні виробництва виникли в інших західних країнах, а наприкінці XIX століття в Російській імперії. В наш час[коли?] фармацевтична промисловість і її невід'ємна частина фармацевтика — процвітаюча галузь економіки в усьому світі.

## Розділи фармацевтики
Фармацевтика є областю знання і практичної діяльності, що досліджує роль фармацевтичних факторів, які визначають ефективність, яку лікарські засоби проявляють в організмі. Серед них:
1. Хімічна природа лікарської речовини та її концентрація;
2. Фізичний стан лікарської речовини (розмір часток, форма кристалів, наявність або відсутність заряду на поверхні частинок і ін);
3. Допоміжні речовини, їх природа, фізичний стан, концентрація;
4. Вид лікарської форми і шляхи її введення;
5. Фармацевтична технологія і обладнання, що застосовується у виробництві.

Межі між власне фармацевтикою, фармацією, хімією лікарських речовин і практичною діяльністю з використанням лікарських засобів не завжди зрозумілі і виразні. Але тим не менше застосування міжнародного терміна «фармацевтика» підкреслює промислово орієнтовану, технологічну частину фармації.
Фармацевтика має такі гілки:
- Фармакокінетика
- Фармакодинаміка
- Фармакогеноміка
  - Створення лікарських форм
  - Технологія фармацевтичних препаратів і лікарських форм.